# Большие Чаки
Больши́е Ча́ки (чув. Аслӑ Чак) — деревня в Урмарском муниципальном округе Чувашской Республики Российской Федерации.

## География
Расположена в северо-восточной части региона, в пределах Чувашского плато, на правом берегу р. Малый Аниш, на расстоянии 68 км от Чебоксар, (по дорогам) западнее районного центра — посёлка Урмары, до железнодорожной станции 12 км.

### Уличная сеть
- Улицы: Восточная, Комсомольская, Ленина, Мира, Молодёжная, Односторонка, Радуга, Чапаева, Школьная.
- Переулок: Механизаторов[3].

### Климат
В деревне, как и во всём районе, климат умеренно континентальный с продолжительной холодной зимой и довольно тёплым сухим летом. Средняя температура января −13 °C; средняя температура июля 18,7 °C. За год выпадает в среднем 400 мм осадков, преимущественно в тёплый период. Территория относится к I агроклиматическому району Чувашии и характеризуется высокой теплообеспеченностью вегетационного периода: сумма температур выше +10˚С составляет здесь 2100—2200˚.

## Название
Название от чув. асла «великий». Чакка́ — дохристианское мужское имя (Ашмарин, XV, 133).— Географические названия Чувашской Республики
По местной легенде название деревни Аслă Чак произошло от имени основателя Чак, который поселился у ручья в маленьком лесу. Он сбежал от крестьянских налогов.

### Исторические названия
Чакаба Ябахтина, Чаки-Байбахтина, Большая Чаки байбахтина, Чаки Большие.

## История
Предания сохранили свидетельства о переселении чувашей с Заказанья, верховьев Свияги, южных районов правобережья Средней Волги в центральные и северные районы современной Чувашии из-за монголо-татарских и тамерлановских погромов. <…> Дер. Большие Чаки (ныне Урмарского района) основана переселенцами из-за Волги.— Чувашские исторические предания:59,62
По другому преданию, деревни Большие Чаки, Малые Чаки и Большое Яниково выделились из старинной деревни Шихабылово, существовавшей ещё во времена Казанского ханства:145—146.
Деревня упоминается в «Ведомости о наместничестве Казанском», согласно которой в 1781—1782 гг. в деревне Чакаба Ябахтина (Чаки Байбахтина) при речке Икнер Свияжского уезда числилось 77 душ крещёных чуваш.
Деревня Большие Чаки основана около 150 лет назад. Архивные данные, документы и источники, хранящиеся в музеях, рассказы старожилов объясняют образование деревни по-разному. Однако, наиболее распространенная версия даты образования деревни — 1875 год.
Нынешняя деревня состояла тогда из двух селений:
1. Большечакинское селение.
2. Малочакинское селение.

Жители — чуваши, до 1724 года ясачные люди, до 1866 года государственные крестьяне; занимались земледелием, животноводством. С 1897 года функционировала школа грамоты. В 1930 году образован колхоз «Арла́н».
10 марта 2019 года, в воскресенье, обрушились части крыши и стены двухэтажного здания Большечакинской школы (там находились кабинет биологии, столовая и пищеблок), пострадавших нет.

### Административно-территориальное положение
В 18 в. — 1927 в составе Чекурской волости Свияжского уезда, Буртасовской, Яниково-Шоркистринской волостей Цивильского уезда; 

с 1927 года в составе Урмарского района.
С  2004 по 2022 год – адм. центр  Большечакинское сельское поселение Урмарского района.
К 1 января 2023 года послания района были упразднены, а НП объедены в единый   муниципальный округ.

## Население
| 2010 | 2012 | 2015 |
| ---- | ---- | ---- |
| 351  | ↗380 | ↘316 |

## Уроженцы
В деревне родился и вырос Р. Ф. Фёдоров, народный художник РСФСР.

## Инфраструктура
- МУ СХП «Чакинское»;
- Большечакинская основная общеобразовательная школа;
- Дошкольная разновозрастная группа «Пилеш» при Большечакинской ООШ;
- Медицинский пункт;
- Отделение связи;
- ЦСДК;
- Сельская библиотека — филиал Урмарской ЦБС;
- Магазин Урмарского райпо.

## Религия
По состоянию на 1899 год жители деревни были прихожанами расположенной в с. Батеево деревянной однопрестольной Семёновской церкви (построена не позднее 1750 года, вновь отстроена в 1897 году на средства прихожан; во имя Св. Симеона).

Церковь в советское время не закрывалась.

## Памятники и памятные места
- Обелиск воинам, павшим в Великой Отечественной войне (пер. Механизаторов)[16].
- Скульптура «Юпа́»[17].

## Транспорт
Между Большими Чаками и Батеево над долиной реки Малый Аниш построен пешеходный мост.